# Josef Faber
Josef Faber (* 25. června 1935, České Budějovice) je český lékař, neurolog zaměřující se na epilepsii, poruchy spánku a elektroencefalografii. Vydal též několik vědeckých publikací.

## Profesní kariéra
Maturoval na reálném gymnáziu v Třeboni v roce 1953, Lékařskou fakultu absolvoval na Karlově Univerzitě v Praze v roce 1959. Poté působil na ORL oddělení v Českých Budějovicích, později 6 let na neurologii ve Strakonicích. Od roku 1966 působí na neurologické klinice 1. FVL UK v Praze do roku 2000 jako asistent a později docent a profesor. V roce 1990 až 1995 byl zástupcem přednosty neurologické kliniky, Jiřího Tichého. V roce 1990 až 1992 byl ve funkci předsedy české společnosti pro elektroencefalografii a neurofysiologii. V letech 1985 až 1990 působil jako vědecký pracovník ve Výzkumném ústavu psychiatrickém v Praze Bohnicích. Od roku 2000 do konce roku 2008 působil na neurologii FN Praha - Bulovka.
Kromě těchto činností se věnoval aktivně EEG biofeedbacku a na fakultě dopravní ČVUT mikrospánkům a EEG analýze. Po neurologických atestacích získal v roce 1970 titul kandidát věd za práci „Synchronizace biologických rytmů, EEG a dechu“ (CSc.), titul doktora věd získal o deset let později za práci „Formální aspekty vigility během záchvatu petit mal.“ (DrSc.). Docenturu absolvoval v roce 1990 a profesuru obhájil v roce 1995 prací „Epileptogeneze a psychozogeneze jako projevy patologických forem učení“.
Zabýval se poruchami vědomí (epilepsie), poruchami spánku (hypnogramy epileptiků a psychotiků, mikrospánek). Jako metodu používal elektroencefalografii, stereo-elektroencefalografii, poslední dobou používá NIRS (Near-infrared spectroscopy). Rozvinul EEG do podoby exaktní diagnostické metody.
Po odchodu z neurologické kliniky se věnuje aplikacím neurofysiologie. V laboratoři telematiky dopravní fakulty ČVUT vedl řadu výzkumů vědomí řidičů.